# تقسية ضد الإشعاع
التقسية ضد الإشعاع هي تقنية حديثة تستخدم من أجل جعل المكوّنات الإلكترونية والأنظمة مقاومة للأثر الضار والمخرّب الناتج عن التعرّض للإشعاع المؤيّن كالصادر عن إشعاع الجسيمات أو الأمواج الكهرومغناطيسية عالية الطاقة. تجري هذه العملية وذلك من خلال إجراء تعديلات على تركيب أو تصميم المكونات الإلكترونية بحيث تصبح أقل عرضة للتأثير التخريبي للإشعاع.
تستخدم هذه التقنية من أجل حماية الدارات الإلكترونية في الأماكن التي يمكن أن تتعرض لللإشعاع مثل المركبات الفضائية المعرّضة للأشعة الكونية أو بالقرب من المفاعلات النووية أو مسرّعات الجسيمات.

## آثار الإشعاع على الإلكترونيات
هناك نوعان أساسيان من آليات الضرر يمكن أن تحدث من أثر الإشعاع:
- تشوه بنيوي: ويحدث من أثر النيوترونات والبروتونات وجسيمات ألفا والأيونات الثقيلة وأشعة غاما عالية الطاقة. إن هذه الجسيمات تغير من ترتيب الذرات في الشبكة البلورية مما يؤدي إلى حدوث خلل في الأداء، بالإضافة إلى حدوث عدد متزايد من حالات عودة الارتباط، وإنقاص عدد حاملات الشحنة، وضعف في أداء وصلات بي إن.
- أثر التأيين: ويحدث من الجسيمات المشحونة التي تكون طاقتها ضعيفة بشكل لا تؤدي إلى حدوث تشوه بنيوي. إن الأثر التأييني يجب ألَّا يستهان به حيث يمكن أن يؤدي في بعض الأحيان إلى حدوث دارة قصر. كما أن في الدارات الكهرضوئية يؤدي الأثر التأييني إلى حدوث مشاكل تقنية. بالإضافة إلى ذلك، فإن التراكم التدريجي من الثغرات الإلكترونية في طبقة الأكسيد في ترانزستورات موسفت يؤدي إلى تدهور في أدائها، يمكن أن يصل إلى تعطل الجهاز بالكامل في حال كانت جرعة التأيين مرتفعة.

## تقنيات التقسية ضد الإشعاع
إن القطع المقساة من رقاقات تصنع عادة من مواد عازلة كهربائياً مثل SOI سيليكون-على-عازل silicon on insulator أو باستخدام الياقوت الأزرق وذلك على شكل SOS سيليكون-على-ياقوت أزرق Silicon on sapphire. على سبيل المثال، في حين أن الدارات الإلكترونية العادية تتحمل ما بين 50 إلى 100 غراي، فإن الدارات المصنوعة من SOI وSOS تتحمل عشرات أضعاف تلك القيم.
كما يمكن استعمال مواد لها فجوة نطاق كبيرة مما يمنحها مقاومة أكبر للآثار الضارة للإشعاع مثل كربيد السيليكون أو نتريد الغاليوم. بالإضافة إلى ذلك يمكن استخدام البورون المنضب، المكون فقط من النظير بورون-11، بإجراء عملية تخميل بإضافة طبقة زجاجية حاوية على البورون-11 (زجاج بوروفوسفوسيليكات) مما يحمي الدارة، حيث أن البورون-10 يتفاعل مع النيوترونات ويعطي أشعة غاما.
من ناحية أخرى يمكن تطبيق مبدأ تعدد المكونات على مستوى النظام أو الدارات. على سبيل المثال يمكن إضافة قلاب مفصلي مقسى إلى مكونات الدارة.